# Campionato mondiale femminile di calcio 1970
Il campionato mondiale femminile di calcio 1970 (denominata anche Coppa del Mondo femminile Martini & Rossi 1970) è stato un torneo di calcio organizzato dalla FIEFF, tenutasi in Italia dal 6 al 15 luglio 1970.
Il torneo è stato vinto dalla Danimarca, vittoriosa per 2-0 sull'Italia. 

## Squadre partecipanti
| - Sud America (CONMEBOL) - Messico - Europa (UEFA) - Austria - Cecoslovacchia (Ritirata) - Danimarca - Germania Ovest - Inghilterra - Italia - Svizzera |

## Fase a eliminazione diretta

### Tabellone
|  | Quarti di finale | Quarti di finale | Quarti di finale |           |             | Semifinali  | Semifinali  | Semifinali |         |                 | Finale          | Finale          | Finale |  |
|  |                  |                  |                  |           |             |             |             |            |         |                 |                 |                 |        |  |
|  | Inghilterra      | Inghilterra      | 5                |           |             |             |             |            |         |                 |                 |                 |        |  |
|  | Inghilterra      | Inghilterra      | 5                |           |             |             |             |            |         |                 |                 |                 |        |  |
|  | Germania Ovest   | Germania Ovest   | 1                |           |             |             |             |            |         |                 |                 |                 |        |  |
|  | Germania Ovest   | Germania Ovest   | 1                |           | Inghilterra | Inghilterra | 0           |            |         |                 |                 |                 |        |  |
|  |                  |                  |                  |           | Inghilterra | Inghilterra | 0           |            |         |                 |                 |                 |        |  |
|  |                  |                  | Danimarca        | Danimarca | 2           |             |             |            |         |                 |                 |                 |        |  |
|  | Danimarca        | Danimarca        | Danimarca        | Danimarca | 2           | 6           |             |            |         |                 |                 |                 |        |  |
|  | Danimarca        | Danimarca        |                  |           |             |             |             |            |         |                 |                 |                 |        |  |
|  | Germania Ovest   | Germania Ovest   | 1                |           |             |             |             |            |         |                 |                 |                 |        |  |
|  | Germania Ovest   | Germania Ovest   | 1                |           | Danimarca   | Danimarca   | 2           |            |         |                 |                 |                 |        |  |
|  |                  |                  |                  |           |             |             |             |            |         |                 |                 |                 |        |  |
|  |                  |                  | Italia           | Italia    | 0           |             |             |            |         |                 |                 |                 |        |  |
|  | Messico          | Messico          | Italia           | Italia    | 0           | 9           |             |            |         |                 |                 |                 |        |  |
|  | Messico          | Messico          |                  |           |             | 9           |             |            |         |                 |                 |                 |        |  |
|  | Austria          | Austria          | 0                |           |             |             |             |            |         |                 |                 |                 |        |  |
|  | Austria          | Austria          | 0                |           | Messico     | Messico     | 1           |            |         | Finale 3º posto | Finale 3º posto | Finale 3º posto |        |  |
|  |                  |                  |                  |           | Messico     | Messico     | 1           |            |         |                 |                 |                 |        |  |
|  |                  |                  | Italia           | Italia    | 2           |             |             |            |         |                 |                 |                 |        |  |
|  | Italia           | Italia           | Italia           | Italia    | 2           | 2           |             |            | Messico | Messico         | 3               |                 |        |  |
|  | Italia           | Italia           |                  |           |             |             |             |            | Messico | Messico         | 3               |                 |        |  |
|  | Svizzera         | Svizzera         | 1                |           |             | Inghilterra | Inghilterra | 2          |         |                 |                 |                 |        |  |

### Quarti di finale
| Arbitro: | Loffi |

|                                                       |           |             |
| Briggs 1’, 9’ Stockley 25’ (rig.) Cross 36’ Lopez 61’ | Marcatori | 49’ Schmied |

| Arbitro: | Turco |

|                                                                     |           |  |
| Rubio 1’, 31’ Vargas 4’, 18’, 47’, 57’ Huerta 8’ Hernández 49’, 61’ | Marcatori |  |

| Arbitro: | Acquadro |

|                                                   |           |             |
| Evers 8’, 35’, 69’ Christensen 9’, 19’ Hansen 24’ | Marcatori | 15’ Arzdorf |

| Arbitro: | Santopietro |

|                    |           |               |
| Mella 15’ Avon 68’ | Marcatori | 40’ Ripamonti |

### Semifinali
| Arbitro: | Lojacono |

|                |           |  |
| Evers 46’, 70’ | Marcatori |  |

| Arbitro: | Mollo |

|                        |           |                  |
| Schiavo 5’ (rig.), 40’ | Marcatori | 48’ (aut.) Mondo |

### Finale terzo posto
| Arbitro: | Sicco |

|                                  |           |                                |
| Vargas 3’ Hernández 9’ Tovar 15’ | Marcatori | 24’ Davies 55’ (rig.) Stockley |

### Finale
| Arbitro: | Cosentina |

|                          |           |  |
| Hansen 18’ Ševčíková 68’ | Marcatori |  |

## Statistiche

### Classifica marcatrici
5 reti
- Kirsten Evers
- Alicia Vargas

3 reti
- Patricia Hernández

2 reti
- Irene Christensen
- Helene Østergaard Hansen

- Joan Briggs
- Jill Stockley (2 rig.)

- Elena Schiavo (1 rig.)
- Maria Eugenia Rubio

1 rete
- Marie Ševčíková
- Martina Arzdorf
- Sieglinde Schmied
- Louise Cross

- Sue Lopez
- Pat Davies
- Giuliana Mella
- Claudia Avon

- Elsa Huerta
- Guadalupe Tovar
- Nadja Ripamonti

autoreti
- Marisa Mondo (in favore del Messico)

## Tornei successivi
Il torneo è stato seguito dal Campionato mondiale femminile di calcio 1971 in Messico e dalla serie di cinque tornei Mundialito dal 1981 al 1988 in Giappone e in Italia, prima del Torneo femminile ad invito FIFA 1988 e del Campionato mondiale femminile di calcio 1991, entrambi in Cina.